# Rhizanthella speciosa
Rhizanthella speciosa — вид орхідей. Описаний у 2020 році.

## Поширення
Ендемік Австралії. Виявлений у 2016 році у національному парку Баррінгтон-Топс на південному сході штату Новий Південний Уельс. Росте під щільними опалим листя у гірському вологому склерофітному лісі. Відомо єдине місцезнаходження, де виявлено близько 50 квіток.

## Опис
Rhizanthella speciosa — це безлиста трава з горизонтальним кореневищем і підземним стеблом. У жовтні та на початку листопада на поверхні ґрунту з'являються суцвіття, що містять 15-35 квіток діаметром близько 5 мм. Головки квітів мають яскраво-лілово-рожево-фіолетовий колір і оточені шістнадцятьма-вісімнадцятьма м'ясистими, яйцеподібними чи трикутними приквітками 10–12 мм завдовжки та 3–4 мм завширшки. Після запилення квітка утворює м'ясисту вузьку циліндричну кістянку, яка при дозріванні стає рожево-світло-бордовою.